# برج الحمل
برج الحمل هو أول برج من الأبراج الإثنى عشر من دائرة البروج أی قوس من دایرة مسار الشمس. برج بدأ من استواء السماوي. تمر الشمس من برج الحمل من 21 مارس الی 19 أبریل. تكون الشمس في أول هذا البرج عند اعتدال الشمس الربیعي. فی الماضي البعید کانت كوكبة الحمل فی هذه البرج ویسمی ببرج الحمل والیوم کوکبة فلکیة الحوت فیها نتيجة لتقدم محور الأرض.
أول برج الحمل نقطة الاعتدال الربيعي التي فيها يقطع مسار الشمس خط الاستواء توجد الآن فی كوكبة الحوت، كانت في كوكبة الحمل قبل 2000 سنة، وقد انتقلت إلى الغرب بفعل تذبب 26000 سنة ل محور الأرض.

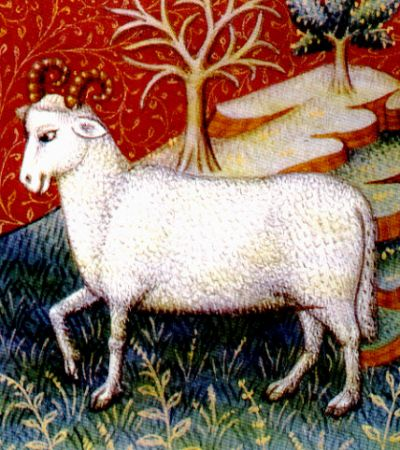